# Demokratska Republika Gruzija
Demokratska Republika Gruzija (gruz.: საქართველოს დემოკრატიული რესპუბლიკა, Sakartvelos Demokratiuli Respublika; poznata i kao Prva gruzijska republika) bila je prva moderna gruzijska republika. 
Osnovana je na području bivše Carske Rusije i dijelovima Osmanskog Carstva uz Crno more nakon Listopadske revolucije - 1917. Vođe ove države bili su menjševički članovi socijaldemokratske i drugih gruzijskih stranaka koje su se udružile u stvaranju nove države. 

## Geografske karakteristike
U vrijeme kad je osnovana ova država graničila je s Demokratskom Republikom Armenijom na jugu, Osmanskim Carstvom na zapadu, Azerbajdžanskom Demokratskom Republikom na istoku, a sa sjevera s Kubanskom Narodnom Republikom i Gorskom Republikom Sjevernog Kavkaza. Ta država je imala površinu od 107 600 km² (današnja Gruzija ima 69 700) i oko 2 500 000 stanovnika, glavni grad bio je Tbilisi.

## Povijest

### Okolnosti nastanka
Vođa gruzijskog nacionalnog preporoda bio je knez Ilija Grigorjevič Čavčavadze, vođa književnog i društvenog pokreta zvanog "Pirveli Dasi" (prva grupa), Georgi Cereteli je vodio grupu "Meore Dasi" (druga grupa) koja je bila puno liberalnija, ali je njen utjecaj bio slabašan u usporedbi s pokretom "Mesame Dasi" (treća grupa), koja je bila pokriće za ilegalnu Socijaldemokratsku stranku osnovanu 1893. Ona je ispočetka bila marksistička stranka, tako da je od 1898. njen član bio i Staljin. Kad je menjševička frakcija Ruske socijaldemokratske radničke stranke preuzela kontrolu nad tim pokretom, Staljin je napustio Gruziju. Odjeci Ruske revolucije 1905. zahvatili su i Gruziju, u kojoj se rasplamsala gerila, koju je krvavo ugušila carska vojska i kozaci. Nakon Veljačke revolucije - 1917. Zakavkazjem (Gruzija, Armenija, Azerbajdžan) upravljao je komitet iz Petrograda, poznat kao Ozakom. Kasniji događaji te iste godine, a posebno boljševička Rujanska revolucija prisilili su tadašnje političke vođe Zakavkazja, koji su manje više bili - menjševici na nevoljko odcjepljenje od Carske Rusije i osnivanje Zakavkaske Demokratske Federativne Republike. Eksplozija lokalnih nacionalizama, u kombinaciji s pritiskom koji je na tu državu vršila osmanska vojska sa zapada posljednjih mjeseci Prvog svjetskog rata, dovela je do sloma Zakavkaske federacije.

### Proglašenje nezavisnosti
Nakon tog je Gruzija proglasila nezavisnost 26. svibnja 1918. i odmah zatražila zaštitu vođa Centralnih sila Njemačke, ali joj je pobjeda Antante donijela britansku okupaciju. 
Gruzijci su u Antonu Ivanoviču Denikinu i njegovim postrojbama kojima su Britanci izdašno pomagali, gledali veću opasnost za svoju slobodu od boljševika. Oni su odbili suradnju u naporima za restauraciju Carske Rusije pa su britanske snage napustile Batumi u srpnju 1920.
Nezavisnost Gruzije sile Antante priznale su de facto još u siječnju 1920., a i Sovjetska Rusija potpisivanjem sovjetsko-gruzijskog sporazuma u svibnju 1920., pa su oni jedno kratko razdoblje i surađivali.

### Slom Demokratske Republike Gruzije
Nakon odbijanja da postanu članica Lige naroda, Gruziju su i de jure priznale članice Antante u siječnju 1921. Ali joj to nije puno pomoglo, jer su je već u veljači napale jedinice Crvene armije i to bez Lenjinovog odobrenja, u akciji koju su organizirali dva gruzijska boljševika; Staljin i Grigorij Konstantinovič Ordžonikidze.
Crvena armija je formalno došla pomoći konkurentskoj sovjetskoj vladi, i ustanicima, koje su sovjeti pomagali iz Azerbajdžana i Armenije, otpor je brzo slomljen pa je Gruzija organizirana kao Gruzijska Sovjetska Socijalistička Republika - 25. veljače 1921.
Staljin i Grigorij Ordžonikidze su je 12. ožujka 1922. uklopili u Zakavkasku Sovjetsku Federativnu Socijalističku Republiku. 
Još uvijek popularni gruzijski socijaldemokrati organizirali su oružanu pobunu 1924., ali je ona brutalno ugušena po naredbi Staljina.

## Međunarodno priznanje
Prema uvjetima iz ugovora Moskovskog mira od 7. svibnja, Gruzijsku neovisnost sovjetska Rusija priznaje u zamjenu za legalizaciju boljševičkih organizacija i obvezu ne puštanja stranih vojnika na gruzijsko tlo. Neovisnost Demokratske Republike Gruzije je de jure priznala Rumunjska, Argentina, Njemačka, Turska, Belgija, Velika Britanija, Francuska, Japan, Italija, Poljska, Čehoslovačka i Estonija.
Vladu Demokratske Republike Gruzije u egzilu je i dalje su bile priznavale mnoge europske države, kao jedinu pravnu vladu Gruzije koja je trajala do 1954. te se nastavljala protiviti sovjetskoj vladavini u Gruziji.

## Vanjske poveznice
- National revival